# Paxton Pomykal
Paxton Pomykal (Lewisville, 17 dicembre 1999) è un calciatore statunitense, centrocampista del FC Dallas.

## Caratteristiche tecniche
Nasce come centrocampista centrale con compiti da regista, schierato spesso anche davanti alla difesa era in grado di dettare i ritmi della squadra e di impostare abilmente l'azione dal basso; dopo un infortunio è stato reinventato anche come trequartista, ruolo che ricopre con frequenza e che mette in mostra la sua tecnica, la sua ottima velocità e la sua capacità nell'uno contro uno. Mancino, ama rientrare sul piede debole per crossare e per calciare da fuori; il cross è una delle sue principali peculiarità dato che è solito decentrarsi per andare sul fondo e crossare e infatti per questo viene anche utilizzato come esterno destro. Nonostante la statura non elevatissima è anche ben strutturato fisicamente.

## Carriera

### Nazionale
Nel 2018 con la nazionale U-20 statunitense ha preso parte al Campionato nordamericano Under-20 2018.

## Palmarès

### Club

#### Competizioni nazionali
- Lamar Hunt U.S. Open Cup: 1

Dallas: 2016